# 지크 예거
지크 예거(일본어: ジーク・イェーガー 지쿠 예ー가ー[*],독일어: Sieg Jäger, 영어: Zeke Yeager)는 진격의 거인에 나오는 등장인물이다.

## 작중 행적
에르디아 복권파 부부 그리샤와 다이나의 아들로 태어났다.
지크는 어릴적, 부모로부터 많은 압박을 받아왔다.
그의 마음을 이해해주는 이는 톰 쿠사바 뿐이였다.
쿠사바는 지크와 야구공으로 캐치볼을 하며 그를 이해해주었다.

## 보유 거인
짐승형 거인 또는 짐승 거인